# 黃元吉 (元朝道士)
黃元吉（1271年—1355年），字希文，號中黃先生，元代淨明道道士。
出身豫章豐城（今屬江西）望族，在净明道系谱中称净明嗣教、旌阳三传。十二歲入西山玉隆萬壽宮，師事清逸堂朱尊師，又得朱師王月航之教；復得劉玉器重，元吉事之如父，事其夫人如母，即使遠遊，飲食必祝劉玉而後嘗。劉玉亡故，元吉為第三代旌陽公，掌教後於西山造玉真、隱真、洞真三壇傳授弟子。元英宗至治三年（1323年），黃元吉游京師，極得贊譽，「公卿大夫士多禮問之，莫不嘆異」。泰定元年（1324年），三十九代天師張嗣成向元廷推薦黃元吉。元廷賜號「淨明崇德弘道法師、教門高士」，為「玉隆萬壽宮焚修提點」。後住崇真萬壽宮，次年卒於京師。
弟子負遺劍歸西山，由旌陽公四傳徐異嗣教。黃元吉畢生弘揚劉玉的淨明“忠孝思想”，並將劉玉生平言行，輯為《玉真先生語錄》三卷。 